# 西栗栖村
西栗栖村（にしくりすむら）は、兵庫県揖保郡にあった村。現在のたつの市の北西端、姫新線・西栗栖駅の周辺にあたる。

## 地理
- 山岳：城山、田幸山
- 河川：栗栖川

## 歴史
- 1889年（明治22年）4月1日 - 町村制の施行により、揖西郡鍛冶屋村・角亀村・上莇原村・牧村・時重村・栗町村・下莇原村の区域をもって発足。
- 1891年（明治24年）3月25日 - 赤穂郡矢野村の一部（大字二栢野）を編入。
- 1896年（明治29年）4月1日 - 所属郡が揖保郡に変更。
- 1939年（昭和14年）4月1日 - 宍粟郡菅野村の一部（大字奥小屋）を編入。
- 1951年（昭和26年）4月1日 - 新宮町・東栗栖村・香島村・越部村と合併して新宮町が発足。同日西栗栖村廃止。

## 交通

### 鉄道路線
- 日本国有鉄道
  - 姫新線
    - 西栗栖駅

### 道路
現在は旧村域に播磨自動車道の播磨新宮インターチェンジが所在するが、当時は未開通。